# Снагово Доње
Снагово Доње је бивше насељено мјесто у општини Зворник, Република Српска, БиХ. Према попису становништва из 1991. у насељу је живјело 800 становника. На основу „Одлуке о престанку постојања насељеног мјеста Снагово Доње на подручју општине Зворник“ (Сл. гласник Републике Српске 100/2012 од 30. октобра 2012. године) насеље губи статус самосталног насеља и дели се на нова насеља Јошаница, Липље и Султановићи.

## Становништво
| Демографија | Демографија | Демографија |
| Година      | Становника  | Становника  |
| ----------- | ----------- | ----------- |
| 1948.       | 441         |             |
| 1953.       | 559         |             |
| 1961.       | 547         |             |
| 1971.       | 612         |             |
| 1981.       | 1.583       |             |
| 1991.       | 800         |             |